# Венлафаксин
Венлафаксин (торговые наименования Эффексор, Випакс, Велаксин, Велафакс, Эфевелон, Венлаксор и др.) — антидепрессант из группы селективных ингибиторов обратного захвата серотонина и норадреналина (СИОЗСиН). Он используется для лечения большого депрессивного расстройства (БДР), генерализованного тревожного расстройства (ГТР), панического расстройства и социальной фобии. Исследования показали, что венлафаксин также улучшает состояние пациентов при посттравматическом стрессовом расстройстве (ПТСР). Применяется перорально.
Основные побочные эффекты включают потерю аппетита, запор, сухость во рту, головокружение, потливость и сексуальные проблемы. К серьёзным побочным эффектам также относятся повышенный риск самоубийства (особенно у детей и подростков), мания и серотониновый синдром. При прекращении приёма венлафаксина может возникнуть синдром отмены антидепрессанта. Высказываются опасения, что использование на позднем этапе беременности может причинить вред ребёнку.
Венлафаксин был одобрен для медицинского применения в Соединённых Штатах в 1993 году. Впервые представлен компанией Wyeth в 1993 году; в данный момент выпускается многими другими компаниями (EGIS, Pliva, Pfizer и др.). Препарат доступен как непатентованное средство.
В исследовании 2009 года при сравнении 12 антидепрессантов нового поколения намного превосходящими все остальные были признаны венлафаксин, миртазапин, эсциталопрам и сертралин.

## Фармакологическое действие
Венлафаксин является рацематом R- и S-энантиомеров, причём оба обладают фармакологической активностью. Главный метаболит — О-десметилвенлафаксин, уровень которого в плазме крови выше, чем венлафаксина, — обладает аналогичной антидепрессивной активностью.
Венлафаксин ингибирует белок-транспортёр серотонина, а в высоких дозах также транспортёр норадреналина. При этом препарат не обладает сродством к мускариновым, адренергическим, гистаминергическим, 5-HT1- и 5-HT2-серотониновым рецепторам.

## Фармакокинетика
Период полувыведения венлафаксина составляет около 5 ч, а его активного метаболита О-десметилвенлафаксина — около 11 ч. Связывание венлафаксина с протеинами плазмы составляет 27 %, что значительно ниже, чем у СИОЗС (например, у флуоксетина — 94 %, пароксетина — 95 %). Поскольку венлафаксин ингибирует CYP2D6, это может препятствовать нормальному распаду других лекарственных средств, метаболируемых этим ферментом.

## Показания

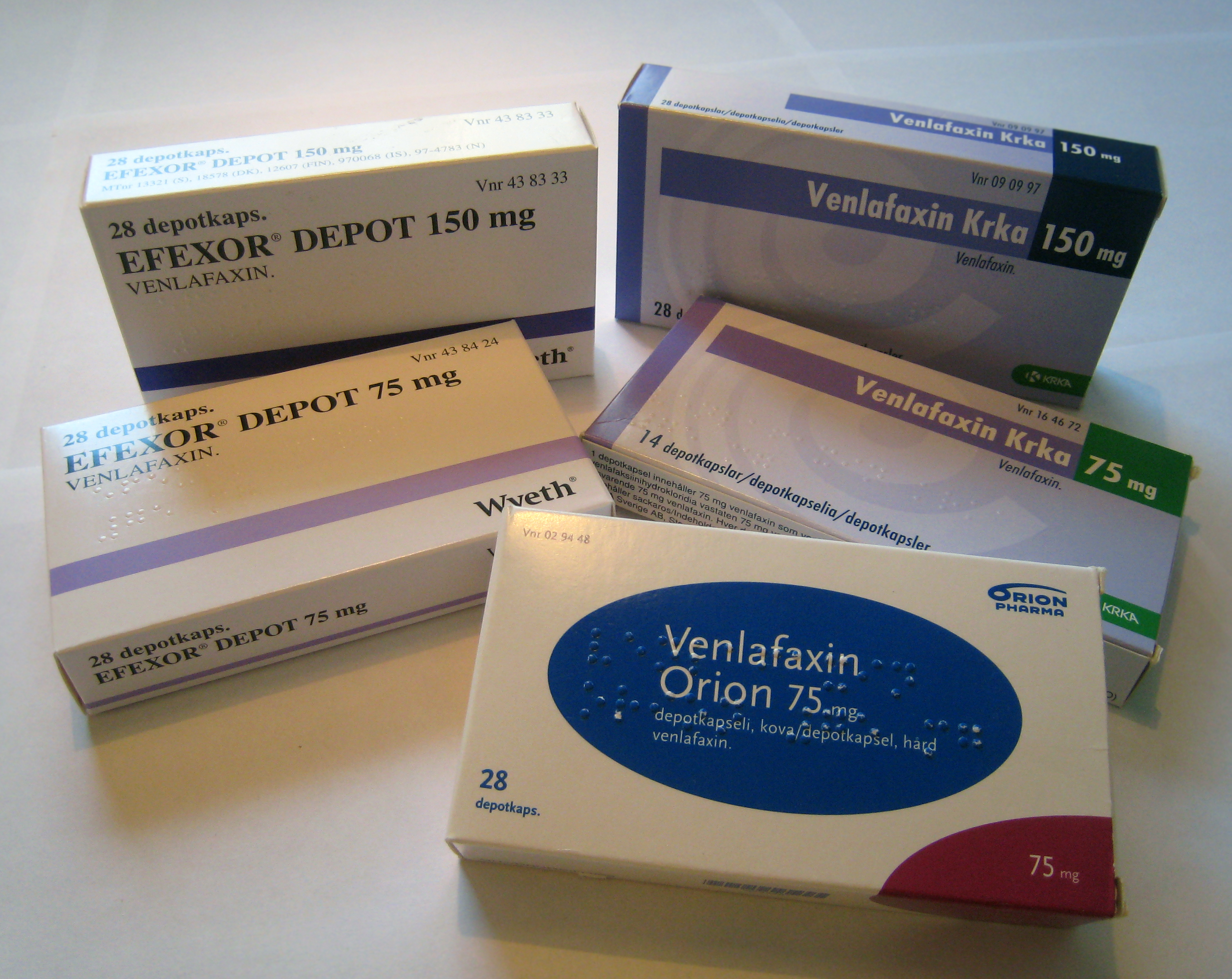
150 мг и 75 мг

Венлафаксин используется главным образом для лечения депрессии, общего тревожного расстройства, социальной фобии, панического расстройства и вазомоторных симптомов.

### Лечение депрессии
Венлафаксин обладает лучшей переносимостью, чем трициклические антидепрессанты и имипрамин, однако, как предполагается, эффективность этих препаратов приблизительно равна. Считается, что в сравнении с классическими СИОЗС венлафаксин обладает лучшим или примерно равным эффектом. Oбладая широким терапевтическим диапазоном доз, венлафаксин последовательно включает в спектр своей нейрохимической активности серотонинергические, норадренергические и дофаминергические эффекты. Так, в дозе 75—125 мг венлафаксин проявляет серотонинергическое действие, при повышении дозы до 225 мг включается норадренергическое, а дальнейшее увеличение дозы до 375 мг приводит к появлению дофаминергического эффекта. Подобная дозозависимая фармакология венлафаксина принципиально отличает этот препарат от СИОЗС, ограниченный диапазон терапевтических доз которых сужает возможность проявления других нейрохимических эффектов, кроме серотонинергических.

### Лечение боли
Согласно данным кокрановского обзора 2015 года о применении венлафаксина для лечения нейропатической боли, ряд исследований по отдельности показал умеренную пользу его применения, несмотря на то что было невозможно объеденить результаты всех исследований для общего заключения. Обычно этот эффект достигается в дозах от 75 до 225 мг в сутки. В некоторых исследованиях сообщалось об известных побочных эффектах венлафаксина: сонливость, головокружение и лёгкие желудочно-кишечные проблемы, но они не были особенно проблематичными.
В настоящее время имеется недостаточно информации, чтобы оправдать какие-либо изменения в текущей практике назначения лекарств, и невозможно рекомендовать венлафаксин в качестве первой линии лечения нейропатической боли. Тем не менее это достаточно хорошо переносимый препарат, который может принести некоторую пользу людям с непереносимостью других антидепрессантов или противосудорожных препаратов, чаще назначаемых людям с невропатической болью.

### Нетипичное применение
Некоторые врачи могут применять венлафаксин не по назначению для лечения диабетической невропатии (аналогично дулоксетину) и для профилактики мигрени (хотя в некоторых случаях венлафаксин может усугубить мигрень или вызвать её). Исследования показали эффективность венлафаксина при этих состояниях, однако препараты, у которых эти состояния официально значатся в показаниях (например, прегабалин или дулоксетин), вероятно, предпочтительнее. Было также обнаружено, что венлафаксин снижает тяжесть «приливов» у женщин в менопаузе и облегчает состояние мужчин, проходящих гормональное лечение рака предстательной железы.
Благодаря своему действию как на серотонинергическую, так и на адренергическую системы венлафаксин также используется как средство для уменьшения эпизодов катаплексии, формы мышечной слабости, у пациентов с нарколепсией, вызванной нарушением сна. Некоторые открытые и три двойных слепых исследования подтвердили эффективность венлафаксина в лечении синдрома дефицита внимания и гиперактивности (СДВГ). Клинические испытания показали возможную эффективность препарата у пациентов с посттравматическим стрессовым расстройством (ПТСР). Отчёты о клинических случаях, открытые исследования и слепые сравнения с признанными лекарствами позволяют предположить эффективность венлафаксина в лечении обсессивно-компульсивного расстройства.

## Исследования эффективности
Сравнительный метаанализ 21 основных антидепрессантов показал, что венлафаксин, агомелатин, амитриптилин, эсциталопрам, миртазапин, пароксетин и вортиоксетин более эффективны, чем другие антидепрессанты, хотя качество многих сравнений оценивалось как низкое или очень низкое.
Один из метаанализов показал преимущество венлафаксина над СИОЗС, однако в анализ были включены только исследования с применением флуоксетина и пароксетина, и полученные результаты нельзя экстраполировать на все СИОЗС. Крупный метаанализ объединил результаты 33 РКИ с участием пациентов с глубокой депрессией, принимавших венлафаксин, флуоксетин, пароксетин и флувоксамин. Уровень ремиссий при приёме венлафаксина составил 45 %, при приёме СИОЗС — 35 %, а в группе плацебо-контроля — 25 %. Похожие результаты (большая эффективность венлафаксина в сравнении с СИОЗС) были продемонстрированы в других крупных метаанализах.
В исследовании 2009 года (РКИ, включившее 105 пациентов) особенно эффективным было найдено сочетание венлафаксина с миртазапином, при такой комбинации ремиссии достигло 58 % пациентов — приблизительно вдвое больше, чем при использовании одного антидепрессанта. Эти комбинации используют при лечении резистентных депрессий. Сочетание венлафаксина и миртазапина на сленге называют «калифорнийским ракетным топливом». Возможны разные сочетания приёма нескольких антидепрессантов, если они относятся к разным группам. Например, комбинация венлафаксина с бупропионом.
В то же время существуют исследования, в которых подвергается сомнению эффективность венлафаксина. Сравнительный обзор 42 клинических испытаний 6 антидепрессантов (венлафаксина, сертралина, флуоксетина, пароксетина, циталопрама и нефазодона), в том числе и тех испытаний, данные которых прежде не публиковались, показал, что результаты большинства из этих 42 испытаний являются отрицательными. Разница между плацебо и препаратами составила в среднем лишь 1,8 балла по шкале Гамильтона — число, значимое статистически, но не значимое клинически. Согласно данным другого исследования (метаанализ 35 клинических испытаний 4 антидепрессантов, включая венлафаксин), разница между антидепрессантами и плацебо достигала клинического значения лишь при очень тяжёлой депрессии.
Исследования венлафаксина у детей не доказали его эффективность. Рекомендуются дальнейшие исследования для оценки эффективности и подтверждения его безопасности у детей и подростков.

## Побочные эффекты
Спектр побочных эффектов венлафаксина сходен с таковым у СИОЗС. К побочным действиям препарата относятся:
- Головная боль[23][24] (34 %)
- Головокружение[23][24]
- Тошнота[23][24] (21—35 %)
- Рвота[23]
- Бессонница[25] (15—21 %)
- Психомоторное возбуждение[26]
- Тревога[26]
- Раздражительность[24]
- Астения[26]
- Седативный эффект[27]
- Сонливость[23][24]
- Инверсия аффекта (развитие мании или гипомании)[27]
- Яркие/ненормальные сновидения (3—7 %)
- Тремор (11—20 %)
- Гипертонус мышц[26]
- Уменьшение аппетита[26] (8—20 %)
- Диспепсия[24][26]
- Сексуальная дисфункция[28], в частности нарушения либидо (3—9 %), снижение потенции[24] и нарушение эякуляции (8—16 %)
- Аноргазмия[24][27]
- Гипотензия[23], гипертензия[24][29] (4—5 %), риск гипертонического криза[29]
- Зевание (3—5 %)
- Потливость[23][24] (10—14 %)
- Сухость во рту (12—16 %)
- Мидриаз (расширение зрачка)
- Нарушения аккомодации[26]
- Запоры
- Дизурические явления[27]
- Повышение массы тела[27]
- Анорексия[23]
- Повышение активности печёночных трансаминаз[26]
- Повышение уровня холестерина в плазме крови[26]
- Развитие сахарного диабета[30]
- Сыпь[23]
- Кровоточивость кожных покровов и слизистых оболочек[26]
- Серотониновый синдром[7]

Самым характерным для венлафаксина побочным эффектом является тошнота (она зависит от дозы и проходит со временем). Редкий побочный эффект — системная гипертензия, которая тоже зависит от дозы, возникает в начале лечения, но имеет тенденцию к устойчивости. Всем принимающим венлафаксин пациентам необходимо периодически в первые месяцы терапии и при увеличении дозы препарата измерять артериальное давление.
Венлафаксин может повышать глазное давление, поэтому людям с глаукомой может потребоваться более частая проверка глаз.

### Риск самоубийств
Управление по контролю за продуктами и лекарствами США (FDA) требует, чтобы все антидепрессанты, включая венлафаксин, выпускались с предупреждением о возможном риске самоубийства.
Метаанализ 2014 года 21 клинических испытаний венлафаксина для лечения депрессии у взрослых показал, что по сравнению с плацебо венлафаксин снижает риск суицидальных мыслей и поведения.
В исследовании, проведённом в Финляндии, приняли участие более 15 000 пациентов в течение 3,4 года. Венлафаксин увеличил риск самоубийства на 60 % (статистически значимо) по сравнению с отсутствием лечения. В то же время флуоксетин (прозак) уменьшал риск самоубийства вдвое.
В другом исследовании данные о более чем 200 000 случаев были получены из базы данных исследований общей практики Великобритании. В начале исследования у пациентов, которым назначали венлафаксин, отмечалось больше факторов риска суицида (таких, как предыдущие попытки самоубийства), чем у пациентов, получавших другие антидепрессанты. Пациенты, принимающие венлафаксин, отличались значительно более высоким риском завершённых суицидов, чем пациенты, принимавшие флуоксетин или циталопрам (Celexa). После поправки на известные факторы риска венлафаксин ассоциировался с повышенным риском самоубийства по сравнению с флуоксетином и дотиепином, который не был статистически значимым[прояснить]. Статистически значимый больший риск попытки самоубийства остался после корректировки[прояснить], но авторы пришли к выводу, что это может быть связано с остаточным смещением.
Анализ клинических испытаний, проведённый FDA, показал, что частота суицидального поведения среди взрослых, принимающих венлафаксин, незначительно отличается от таковой при приёме флуоксетина или плацебо.
Венлафаксин противопоказан детям, подросткам и молодым людям. Согласно анализу клинических испытаний, проведённому FDA, венлафаксин вызывал статистически значимое пятикратное увеличение суицидальных мыслей и поведения у лиц моложе 25 лет. В другом анализе венлафаксин оказался не лучше плацебо при применении его в отношении детей (7—11 лет), но наблюдалось ослабление депрессии у подростков (12—17 лет). Однако в обеих группах враждебность и суицидальное поведение возросли по сравнению с теми, кто получал плацебо. В исследовании с участием антидепрессантов, которые не давали результатов у подростков с депрессией, подростки, у которых лечение СИОЗС оказалось неэффективным, были случайным образом переведены на другой СИОЗС или на венлафаксин; при этом у тех, кто принимал венлафаксин, наблюдалась повышенная частота самоубийств. Среди подростков, обнаруживших тенденцию к суициду в начале исследования, частота суицидальных попыток и самоповреждений при приёме венлафаксина повысилась на 60 %.

### Синдром отмены
Для венлафаксина характерен один из наиболее сильных синдромов отмены по сравнению с другими антидепрессантами. После резкой отмены препарата или существенного снижения его дозы могут наблюдаться общее недомогание, утомляемость, сонливость, необычные сновидения/кошмары, головная боль, чувство дурноты, диспептические явления (тошнота, рвота, понос, анорексия), сухость во рту, беспокойство, тревога, дрожание конечностей, судороги, эмоциональная неустойчивость, а также т. н. «brain zaps» — явление, заключающееся в ощущениях головокружения, провала в воздушную яму, прохождения электрического разряда через тело. Во избежание возникновения этих симптомов очень важно снижать дозу постепенно, в течение некоторого периода: при курсе терапии, длившемся 6 недель и более, период снижения дозы должен составлять не менее 2 недель и зависеть от дозы, длительности лечения и индивидуальных особенностей пациента; в ходе клинических испытаний венлафаксина дозу снижали на 75 мг 1 раз в неделю.
Синдром отмены появляется как после длительного периода употребления венлафаксина, так и в случае, когда человек принимал препарат несколько недель. Симптомы синдрома отмены обычно постепенно ослабевают и исчезают спустя три недели после прекращения приёма препарата, однако в отдельных случаях симптомы синдрома отмены могут проявляться месяцами и даже годами.

### Серотониновый синдром
При лечении венлафаксином может происходить развитие потенциально опасного для жизни серотонинового синдрома (также недавно классифицированного как «токсичность серотонина»). Особенно часто он развивается при одновременном применении с венлафаксином серотонинергических препаратов, в том числе таких, как СИОЗС и СИОЗСиН; многие галлюциногены, включая триптамины и фенилэтиламины (например, ЛСД / ЛСА, ДМТ, МДМА, мескалин); декстрометорфан (ДХМ), трамадол, тапентадол, петидин (меперидин) и триптаны, и препаратов, нарушающих метаболизм серотонина (в том числе ИМАО). Симптомы серотонинового синдрома могут включать в себя изменения психического статуса (например, возбуждение, галлюцинации, кома), вегетативную нестабильность (например, тахикардия, лабильное кровяное давление, гипертермия), нервно-мышечные нарушения (например, гиперрефлексия, нарушение координации) или желудочно-кишечные симптомы (например, тошнота, рвота, диарея). Венлафаксин также может вызывать серотониновый синдром при применении его без сочетания с другими препаратами — в случае передозировки. Сообщалось также о возникновении абортивного серотонинового синдрома, включающего в себя некоторые, но не все симптомы серотонинового синдрома, при приёме венлафаксина в средней дозе (150 мг в день). Сообщалось и о случае серотонинового синдрома, вызванного низкой дозой венлафаксина (37,5 мг в день).

### Беременность
Существует несколько хорошо контролируемых исследований венлафаксина у беременных. Так, в большом исследовании типа случай-контроль (5124 случая спонтанных абортов и 10 контролей на каждый «случай»), проведённом в 2010 году и использовавшем данные Регистра беременности провинции Квебек в Канаде, венлафаксин, равно как и пароксетин и комбинации препаратов, был связан с наиболее высоким риском спонтанных абортов среди антидепрессантов трёх групп (ТЦА, СИОЗС и СИОЗСиН). Этот риск существенно повышался при использовании венлафаксина в суточной дозе выше 150 мг.
Приём венлафаксина во втором триместре беременности в исследовании типа случай-контроль был связан с повышением риска низкого для гестационного возраста веса новорождённых (исследование 2010 года).
Большое исследование «случай-контроль», проведённое в рамках Национального исследования по профилактике врождённых дефектов и опубликованное в 2012 году, выявило, что применение венлафаксина во время беременности может быть связано с некоторыми врождёнными дефектами, включая анэнцефалию, расщелину неба, дефекты перегородки сердца и коарктацию аорты. Проспективные исследования не показали каких-либо статистически значимых врождённых пороков развития. Тем не менее были сообщения о самоограничивающемся воздействии на новорождённых[прояснить]. Как и в случае с другими ингибиторами обратного захвата серотонина, эти эффекты обычно кратковременны, длятся от 3 до 5 дней и редко приводят к тяжёлым осложнениям.
При применении венлафаксина на поздних сроках беременности, так же как и при применении СИОЗС, описан синдром плохой адаптации новорождённого (исследования 2004 и 2009 годов).

### Мания и смешанные состояния
Венлафаксин не одобрен и не рекомендуется к применению для лечения депрессивной фазы при биполярном аффективном расстройстве, так как он может вызывать манию или смешанные состояния, причём с большей вероятностью, чем селективные ингибиторы обратного захвата серотонина и бупропион.

### Другое
При применении венлафаксина были зафиксированы случаи ложноположительных результатов тестов на содержание в моче фенциклидина (PCP), кокаина и амфетамина. Эти случаи редки и встречаются при высоких дозах венлафаксина, более 150 мг в день, при длительном применении.
В редких случаях может возникать лекарственная акатизия.
Венлафаксин следует назначать с осторожностью пациентам с гипертонической болезнью. Приём венлафаксина должен быть прекращён, если артериальная гипертензия сохраняется.

## Противопоказания
Венлафаксин не рекомендуется пациентам с повышенной чувствительностью к нему, и его не следует принимать лицам, страдающим аллергией на неактивные ингредиенты, такие как желатин, целлюлоза, этилцеллюлоза, оксид железа, диоксид титана и гипромеллоза. Он не должен использоваться в сочетании с ингибитором моноаминоксидазы (ИМАО), поскольку может вызвать потенциально смертельный серотониновый синдром.
Препарат противопоказан при индивидуальной непереносимости, выраженной патологии печени, почек, сердечно-сосудистой системы (в том числе при артериальной гипертензии), глаукоме, кормлении грудью, склонности к повышенной кровоточивости, судорожном синдроме в анамнезе, исхудании. Не должен применяться для лечения детей и подростков до 18 лет в связи с недостатком исследований, а также в связи с возникновением типичных для подростков в начале применения антидепрессантов суицидальных мыслей.
Применение венлафаксина не рекомендуется при биполярном расстройстве.
Во время беременности использование венлафаксина возможно только вследствие чрезвычайно серьёзных показаний.

## Лекарственные взаимодействия
Венлафаксин следует принимать с осторожностью при использовании зверобоя. Венлафаксин может снизить судорожный порог, и сочетание его с другими лекарственными средствами, снижающими судорожный порог, например бупропионом и трамадолом, следует применять с осторожностью и в низких дозах. С осторожностью венлафаксин также применяют в сочетании с противопаркинсоническим средством энтакапоном. Венлафаксин является ингибитором изофермента цитохрома Р450 2D6 и может повышать концентрацию лекарств, метаболизируемых этим ферментом, что приводит к риску неблагоприятных фармакокинетических взаимодействий и повышения токсичности. В частности, повышает концентрацию трициклических антидепрессантов, карбамазепина, ряда атипичных антипсихотиков. Препарат несовместим с ингибиторами МАО: может при сочетанном применении с ними вызвать серотониновый синдром. Венлафаксин не следует применять в течение двух недель после прекращения приёма ингибиторов МАО, а ингибиторы МАО — в течение одной недели после прекращения приёма венлафаксина. Риск серотонинового синдрома существует также при сочетанном применении венлафаксина и трамадола. Карбамазепин может снижать уровень венлафаксина в крови, СИОЗС — повышать его уровень в крови. Не рекомендуется сочетать венлафаксин с галоперидолом, тиоридазином.

## Передозировка
В отличие от антидепрессантов группы СИОЗС, венлафаксин обладает относительно высокой токсичностью при передозировке, сходной с таковой у некоторых (наименее токсичных) из трициклических антидепрессантов. У большинства пациентов, испытавших передозировку венлафаксином, развиваются только лёгкие симптомы. Концентрации в плазме крови венлафаксина у лиц, переживших передозировку, варьировались от 6 до 24 мг/л, в то время как при смертельных исходах уровни в крови часто находятся в диапазоне 10—90 мг/л. Опубликованные ретроспективные исследования сообщают, что передозировка венлафаксина может быть связана с повышенным риском летального исхода по сравнению с передозировкой антидепрессантами СИОЗС, но более низким риском летального исхода, чем для трициклических антидепрессантов. Медицинским работникам рекомендуется назначать Effexor и Effexor XR в наименьшем количестве капсул в соответствии с хорошим ведением пациентов[прояснить], чтобы снизить риск передозировки. Обычно венлафаксин назначают в качестве препарата второй линии при депрессии из-за сочетания его высокой эффективности с препаратами первой линии, такими как флуоксетин, пароксетин и циталопрам[прояснить], и большей частотой побочных эффектов, таких как тошнота, головная боль, бессонница, сонливость, сухость во рту, запор, сексуальная дисфункция, потливость и нервозность.
Специфического антидота для венлафаксина не существует, и, как правило, терапия представляет собой немедленное симптоматическое лечение. Использование активированного угля может предотвратить всасывание препарата. Необходим мониторинг сердечного ритма и других показателей жизненно важных функций. Судорожные припадки купируются бензодиазепинами или другими противосудорожными средствами. Принудительный диурез, гемодиализ, обменное переливание крови или гемоперфузия вряд ли будут способствовать ускорению выведения венлафаксина по причине большого объёма распределения этого препарата.